# Nacer Khemir
Nacer Khemir (arabo: الناصر خمير) (Korba, 1º aprile 1948) è un regista, sceneggiatore, poeta, scrittore, pittore e scultore tunisino.

## Carriera
Fin da piccolo, Khemir è stato affascinato dalla cultura classica araba e dai racconti arabi, in particolare è stato influenzato da Le mille e una notte. Ha iniziato la carriera come pittore, scultore e scrittore, proseguendo comunque questo percorso nel corso degli anni. Le sue opere sono state esposte al Centro Georges Pompidou e alla Fiera del Libro di Montreuil (Senna-Saint-Denis).
Nel 1966 gli è stata assegnata una borsa di studio dall'UNESCO per studiare cinema a Parigi. Nel 1975 completa il suo primo film documentario L'Histoire du pays du Bon Dieu, girato nella sua città natale, utilizzando le tematiche del deserto e le sfumature spirituali che avrebbero poi avuto rilievo nelle sue opere successive. Nel 1982 e nel 1988 ha raccontato Le mille e una notte al Théâtre National de Chotaill.
Nel 1984 uscì il suo primo film della cosiddetta Trilogia del Deserto, I figli delle mille e una notte, ricevendo riconoscimenti internazionali, come il premio Grand Prix al Festival des 3 Continents. Il secondo film La collana perduta della colomba, uscì nel 1991 e ricevette, tra gli altri, il Premio speciale della giuria al Festival del film Locarno. Nel 2005 uscì il terzo film della trilogia, Bab'Aziz, presentato fuori concorso al 23° Torino Film Festival. Ha pubblicato diversi libri, tra cui alcuni per bambini, e ha lavorato anche per le TV svizzere, francesi e tunisine.

## Filmografia
- Le mulet (1975)
- L'Histoire du pays du Bon Dieu (1976)
- L'Ogresse (1977)
- I figli delle mille e una notte (Le Baliseurs du désert) (1984)
- La collana perduta della colomba (Le Collier perdu de la colombe) (1991)
- À la recherche des Milles et une nuits (1991)
- Bab'Aziz - Il principe che contemplava la sua anima (Le prince qui contemplait son âme) (2005)
- Shéhérazade (2011)